# 요한 아담 샬 폰 벨
요한 아담 샬 폰 벨(Johann Adam Schall von Bell ; 湯若望 탕약망, 1591년 ~ 1666년 8월 15일)은 독일 쾰른 출신의 로마 가톨릭교회 사제, 천문학자, 예수회 선교사로 중국에서 선교하며 서양식 역법을 적용한 새로운 시헌력을 중국(청나라)이 사용하도록 하는데 크게 공헌했다. 중국식 이름은 탕약망(湯若望)이고 흔히 아담 샬이라 부른다.

## 생애

### 선교사 활동
1611년 예수회에 입회하여, 1618년에 사제서품을 받고, 1622년에 중국(명나라)으로 건너가 베르비스트 등과 선교활동을 하였다. 천문 ·역법에 밝아 선교사 활동중에 월식(月蝕)을 세번이나 정확하게 예측하여 중국(명나라)에서 명성을 얻게 된다. 이를 계기로 서광계 등의 추천을 받아 명나라 조정으로부터 벼슬을 받았고, 서양 역법서들을 번역하여 『숭정력서』를 편찬하는 데 참여했다. 또한 혼천구(渾天球) · 지평일귀(地平日晷) · 망원경(望遠鏡) · 구의(球儀) · 나반(羅盤) · 관상의(觀象儀) 등 천문의기와 관측의기를 제작하였다.

### 시헌력 완성
명나라 말, 북방의 청에 대항하기 위해 대포 주조를 지도하기도 하였으나, 명나라가 망하자, 청나라에서 1645년에는 흠천감(欽天監:천문대장)을 맡아 『서양신법력서』를 편찬한후 다음해에 새로운 역법인 시헌력(時憲曆)을 완성하여 이를 청나라가 사용하도록 하는데 크게 공헌했다. 청나라 조정은 아담샬에게 ‘태상사소경함(太常寺少卿銜)’이란 작위를 내려 치하했으며, 베이징 선무문(宣武門) 안에 있는 천주교 교당을 새롭게 짓는 것을 허락하였다.
순치제(順治帝)는 그를 만주어로 아버지의 존칭어인 ‘마법(瑪法)’으로 불렀을 뿐만 아니라, 중국 전통에 따라 그의 부모나 조부모까지도 추서(追敍)하였다. 이에 그치지 않고 1653년에 순치제는 그에게 ‘통현교사(通玄敎師)’, 즉 ‘진리를 통달한 선생’이란 봉호(封號)를 내렸다. 아울러 예수회 선교사들이 자유롭게 중국에 와서 전도하는 것을 허락하였다. 그 결과 1651~1664년 기간에 천주교 세례를 받은 신자가 무려 10만 4,980명에 달하였다.

### 소현세자와의 관계
병자호란(1636) 때 볼모로 잡혀와 있던 조선의 소현세자와 사귀면서 천문 지식과 기독교 교리를 전달해 주기도 하였다. 소현세자의 관심사는 신앙이 아닌, 예수회 선교사들을 통해서 배울 수 있는 서양 학문이었다. 1645년에 소현세자가 조선으로 귀국시 중국에서 로마 가톨릭교회 사제를 데리고 가려고 했던것을 보면 로마 가톨릭에 대해 아주 무관심하지 않았던 것으로 보이지만, 그 시도는 결국 중국교회의 성직자 부족 문제로 인해 무산되었다.

### 사망
아담샬은 태상시소경, 통의대부, 통현교사, 통정사, 광록대부 등의 자리에까지 올랐다. 그러나, 순치제가 죽고 어린 강희제가 즉위한후 1664년 청나라 학자들의 모함으로 벼슬에서 물러난후 반역죄로 체포되어 사형을 언도받았다. 반그리스도교 관리들이 샬 폰 벨에게 불만이 많은 중국 천문학자들의 도움을 받아, 중국을 고대 히브리인들의 보잘것없는 후손이라고 묘사한 예수회의 글을 인용하여 그를 대역죄인으로 몰아붙였다. 아울러 순치제에게 주술을 써서 일찍 죽게 했다는 이유로 그를 탄핵했다.
당시 그는 뇌일혈 증세를 보여서 재판중에 말을 할 수 없었다. 네덜란드 출신 선교사 페르디난트 베르비스트(1623~88)가 그를 변호하려고 노력했지만 서툰 중국어 실력으로는 역부족이었다. 샬 폰 벨과 그의 동료인 중국인 그리스도교도 천문학자들은 사지가 찢기는 형을 선고받았다. 그러나 그 다음날 5명의 중국인들이 처형된 뒤 지진이 일어나자 이것을 불길한 징조로 여겨 형집행이 중지되었다. 이듬해 베이징에서 병사하였다.

## 같이 보기
- 중화인민공화국의 종교
- 중국의 기독교
- 한국의 기독교

## 참고 자료
- 이 문서에는 다음커뮤니케이션(현 카카오)에서 GFDL 또는 CC-SA 라이선스로 배포한 글로벌 세계대백과사전의 내용을 기초로 작성된 글이 포함되어 있습니다.